# 1850年妥协案
1850年妥协案是美国国会于1850年9月通过的有关奴隶制问题的5个法案的通称。该妥协案的通过使得联邦政府以和平的方式暂时得以保全。
1840年代，美国在美墨战争中获得西部广袤的土地，包括加利福尼亚和新墨西哥等地。南北之间就这些领土是以自由州还是蓄奴州加入联邦的问题展开了激烈的辩论。南部各州力图扩大奴隶制的地域，并以脱离联邦相威胁。国家再一次面临分裂的局势。辉格党领袖亨利·克萊等人为了缓解冲突，自1850年初先后向国会提出一系列妥协性议案。经过激烈争论与折衷后，国会在9月9日至20日间通过如下5个法案：
- 准许加利福尼亚作为自由州加入联邦
- 政府不得干涉新墨西哥领地和犹他组织领地的奴隶制问题
- 制定一项新的缉捕逃亡奴隶的严峻法律
- 在哥伦比亚地区废除奴隶贸易
- 从得克萨斯划出32.4万平方千米土地并入新墨西哥，由联邦政府付给补偿费1000万美元

## 背景
作为美国历史上非常复杂的问题之一，奴隶制与资本主义制度之间的矛盾导致南北之间多次发生冲突。1787年修订的宪法条款中有几处涉及到奴隶制的地方，但是表述都含混不清。这为南北之间更大的冲突埋下隐患。
1804年，由于南北方矛盾愈演愈烈，联邦政府不得不决定以“梅松一狄克逊线”（即1767年划定的马里兰和宾夕法尼亚的边界线，位于北纬39°43’），作为划分南部蓄奴州和北部自由州的分界线。之后南北各自向西平行推移，没有发生大的冲突，北部的资本主义制度和南部的奴隶制度在一定程度上“和平共存”。
但是随着美国领土不断向西扩张，新州不断加入联邦。南北两方都关注新州将推行何种社会经济制度。根据宪法，每个新州将会在参议院中有两个席位，这必将打破南北之间在经济和政治上原有的平衡。1820年，参议员亨利·克莱提出了著名的“密苏里妥协案”，把原定的南北分界线改为36°30’，所有分界线以北的州为自由州。这使得南北双方大体维持了平衡的局面，之后20多年未发生重大的冲突。
美墨战争结束后，美国西部获得广袤的土地，加利福尼亚州和新墨西哥州、得克萨斯州等地的性质再次获得南北方的关注，引起更为激烈的辩论。国家再一次面临分裂。

## 南北双方观点
美国南北之间的对立是美国历史上不可缺少的一部分，并最终导致了南北战争。
美国北部与南部从殖民地时期就已经有不同的观点。北部在开始建设殖民地的时候，接受西欧与北欧的移民，并形成了新的美国民族。然而，南部一直保留着保守的英国传统习俗。从美国独立革命运动开始，宾夕法尼亚等几个北部的州取消了奴隶制度，可是马里兰等南部的州一直保留了奴隶制度。北部开始工业化之前，奴隶问题并不是很重大的问题，但是随着生活方式的变化，人们的看法也开始有了更多的差异。
随着工业化的发展，北部开始靠机械赚钱，并不像农业那样需要大量的人力。不过，对靠农业赚钱的南部来讲，奴隶的劳动力是不可缺少的经济手段。北部以商工业为主形成了资本主义社会，并试图用自己的势力遏制南部的经济发展，因此他们提倡了保护贸易政策。而南部以大农场为基础形成了英国一样的贵族社会，并提倡自由贸易。而且，作为最大的棉花提供处，南部跟英国保持了友好的合作关系并保留了奴隶制度。
由于南北生活方式的差异，南北两方对对方的经济情况非常敏感。北部为了遏制南部的经济发展甚至提到了南部人民的道德素质。北部说南部人民缺少人情以及没有道德素质，并提倡南部应该要像上帝一样爱护别人、保护人权。北部还提到经济方面的效率。他们说用奴隶不一定能有很高的效率。不过，对南部来讲，不用奴隶是直接导致经济损失的自杀行为。南北之间的矛盾变得更严重。最终，由于政治上的州权问题，南北的看法极端对立。南部与北部双方都为了先发制人争取新兴州站到自己的边来。

## 1850年之前的相关协议
- Wilmot Proviso协议禁止在任何从墨西哥获得的领域上实行奴隶制。其中不包括德克萨斯州。该协议于1846年8月和1847年2月通过了下院，但没有通过上院。后来试图了在Guadalupe Hidalgo条约加这些附带条款，但是也失败了。
- William W. Wick和Stephen Douglas修订了Wilmot附带条款，试图了把密苏里妥协里的警戒线延长到西边（加利福尼亚州），在新墨西哥州，阿里索那州，拉斯维加斯，加利福尼亚南部和从墨西哥抢夺的领土实行了奴隶制，可是没有通过。在1850年6月的Nashville全党大会上，该条再次被提出。
- Lewis Cass和Stephen Douglas提出的Popular sovereignty，允许每个领域自己决定是否实行奴隶制。
- 在阿拉巴马州和佐治亚州议会通过的Alabama Platform，要求新领土在成为一个州之前，联邦政府和地区政府对奴隶制的实行没有限制。
- 辉格党总统泰勒主张整个区域划分为加利福尼亚州和新墨西哥两个州的自由州。当然，这两个州那时的面积比最终的面积要大很多。没有区域将作为一个无组织的或有组织的领土，回避了在新领土上是否实行奴隶制的问题。
- 1849年12月或1850年1月，參議院议员Thomas Hart Benton提出了把德克萨斯西边及北边境界换到西经102度和北纬34度。
- 1850年2月，參議院议员John Bell提议了划分北纬34度以北的德克萨斯州给新墨西哥州，剩下的领土以科罗拉多河为准分开两个州，使得即将成为自由州的加利福尼亚州及新墨西哥州获得平衡。

## 1850年妥协案具体内容
- 准许加州以自由州的身份加入联邦；
- 调整德克萨斯州与新墨西哥州的边界，从德州划出32.4万平方千米土地并入新墨西哥州，并由联邦政府补偿德州1000万美元；
- 在新墨西哥州与犹他州加入联邦时由该地居民自行决定是否成为蓄奴州；
- 通过逃奴追缉法案，规定各州司法机构及地方政府必须竭力协助奴隶主追捕逃亡奴隶；任何白人通过宣誓即可确定某个黑人为其逃亡奴隶；凡以任何方式阻挠追缉或庇护逃奴者可处以1000美元以下的罚金，或6个月以下的徒刑；
- 在哥伦比亚特区废除奴隶贸易。

## 各方对1850年妥协案的看法
1850年妥协案的通过，本质上是为了消除南北方之间的矛盾，缓解由奴隶制引发的危机。但实际上，它并没有真正起到其应有的作用，反而加剧了南北方的矛盾。南部认为这一法案是奴隶制、州权的胜利。但南部地区的奴隶主阶层认为这个法案只是一部归还有价值财产的简单法律，他们并不真的认为这一法案是北方为了维护联邦统一而做出的重大牺牲。实际上，南部地区的分离活动在1850年妥协案后并没有任何收敛；相反，这种活动越来越频繁。
1854年的堪萨斯-内布拉斯加法案便是一个表现。1857年德雷德·史考特案中最高法院的判决也正是根据1850年妥协案中的《逃奴法案》做出的，结果是判决居住在自由州的黑人不具有公民资格。北方资产阶级同样对1850年法案表示不满。自由土壤党人和废奴主义者对这一法案，特别是其中的《逃奴法案》进行了强烈的抨击，辉格党也因此走向分裂。亨利·克莱提出这一法案，本意是要安抚南部各州，维护联邦统一，结果却把北方很多本身对奴隶制持温和态度的人转变为激进的废奴主义者。弗雷德里克·道格拉斯是北方废奴运动领袖之一，他评价1850年妥协案“把可怕的、令人厌恶的奴隶制推广到了全国”，“抹掉了梅森——狄克逊线”。在他看来，1850年妥协案的结果是“纽约变成了弗吉尼亚”，“那种追捕、贩卖黑奴的力量从南部各州扩展到了整个国家”。斯托夫人在法案通过后声称这一法案呼唤全国人民用实际行动来捍卫自由。她写出了《汤姆叔叔的小屋》，鼓动白人抵制《逃奴法案》。很多居住在北方、已经自由的黑人感到恐惧，因为他们随时都有可能被抓走。在《一个女奴的生活》中，哈里特·雅各布斯写道：“我处于一种焦虑的状态……事实上，我是一个纽约的奴隶，就好像我在蓄奴州必须屈服于奴隶的法律一样。”在德雷德·史考特案中，《逃奴法案》再一次遭到了废奴运动的抨击。更多的人加入到了废奴运动的阵营中来。

## 1850年妥协案的影响
1850年妥协案在政治上是受到广泛欢迎的，两方阵营都站在各自的立场上在各个问题上为协议的完成做出了贡献。在南方，主要的反对意见产生于南卡罗来纳州、佐治亚州、阿拉巴马州和密西西比州，但是联邦主义者（以佐治亚州的Alexander Stephens, Robert Toombs和Howell Cobb为代表）很快占据上风，并诞生了佐治亚宣言。这种和平一直维持到1854年，直到道格拉斯提出的堪萨斯-内布拉斯加法案否定了先前的密苏里协议并且直接导致了共和党的组建，而共和党在1860年掌握美国政府直接引发了1860-61年的分裂危机。
很多历史学家认为1850年协议的重要作用在于将美国南北战争推迟了10年。而在这段时间内，西北部的经济与人口都得到了发展，而且和东北部的关系变得更加密切。同样在这段时间内，辉格党彻底瓦解，被在北部占主导权的新诞生的共和党和在南部占主导权的民主党取代。但是也有看法认为该协议只是将先前已存在的南北分化激化，并为之后的冲突打下基础。在这种看法看来，逃奴追缉法案激化了南北分化，这种情形可以从斯陀夫人的小说《汤姆叔叔的小屋》引发的巨大反响看出。在北方，逃奴追缉法案的通过引发了人们的怨恨。更为重要的是，1850年妥协案导致了美国南北战争前的妥协情绪的崩溃。虽然协议本身例证了这种情绪，但是致力于这一协议的有影响力的议员们（主要是亨利·克莱和丹尼尔·韦伯斯特）的死亡使得南北间分化情绪日益增长。
协议将南北敌对延缓的10年间，使得北部的各州的自由经济持续工业化发展。而主要依赖于奴隶劳动力和经济作物生产的南方各州没有能力实现高度工业化。在1860年时，北方各州的铁路，钢铁生产，现代化工厂以及人口都较1850年时有了大幅增长。北方军队的补给、装备和士兵招募能力都要优于南方，这一优势在南北战争中的后段起了决定性的作用。

## 辉格党的瓦解
辉格党成立于1833到1834年间，在19世纪40年代曾有过短暂的黄金时期，在存续的26年间，产生过4名美国总统，威廉·亨利·哈里森、约翰·泰勒、扎卡里·泰勒与米勒德·菲尔莫尔。辉格党内部一直有派系之争，而1850年协议使赞成与反对蓄奴的辉格党人分裂，在之后几年内，南方的辉格党人与北方的辉格党人始终在蓄奴问题上持强烈相反的意见，导致在选举中大败，南方的很多辉格党人也变为无党籍人士，辉格党于1856年最终瓦解。